# Charles Roviglione
Charles Roviglione (* 26. November 1912 in Toulon; † 17. August 1993 in Brignoles) war ein französischer Fußballspieler.

## Karriere
Der Stürmer Roviglione begann das Fußballspielen in seiner Jugend beim AS Las aus seiner Heimatstadt Toulon. Anschließend trat er für den unterklassigen Klub US Pont de Bois an, von wo aus er zum FC du Temple wechselte. Diesem Verein aus Toulon blieb er treu, bis er 1934 im Alter von 21 Jahren ein Angebot des Erstligisten Olympique Marseille akzeptierte. Seit der zwei Jahre zuvor vollzogenen Einführung einer landesweiten Spielklasse spielte dieser unter den Bedingungen des Profifußballs.
Am 26. August 1934 debütierte der Spieler bei einer 0:1-Niederlage gegen Olympique Alès in der ersten Liga. Eine Woche darauf erzielte er bei einem 4:3-Sieg über den FC Mulhouse sein erstes Tor. In der nachfolgenden Zeit war er zumeist als Stammspieler im damals noch aus fünf Akteuren bestehenden Sturm gesetzt und konnte dabei regelmäßig Treffer erzielen. Zu seinen direkten Mitspielern zählten unter anderem die Ungarn Vilmos Kohut und József Eisenhoffer sowie der französische Nationalstürmer Joseph Alcazar. In der Saison 1934/35 gelangen Roviglione insgesamt zwölf eigene Tore und überdies schaffte er mit seinen Mannschaftskollegen den Einzug ins nationale Pokalfinale 1935. Im Endspiel zählte er zur ersten Elf und traf in der 34. Minute zum 1:0. Durch den Endstand von 3:0 glückte ihm der Gewinn seines ersten und einzigen nationalen Titels. In der darauffolgenden Spielzeit besaß er trotz regelmäßiger Berücksichtigungen keinen festen Stammplatz und erzielte noch sechs Tore. Im Sommer 1936 kehrte er Marseille nach 42 Erstligapartien mit 18 Treffern den Rücken und wechselte zum Erstligaabsteiger Olympique Alès.
Alès blieb für ihn lediglich eine Zwischenstation, da er 1937 im Ligarivalen FC Nancy einen neuen Arbeitgeber fand. Für diesen lief er auf, bis der offizielle Spielbetrieb 1939 angesichts des Beginns des Zweiten Weltkriegs ausgesetzt wurde. Trotz des Krieges konnte er seine Laufbahn zumindest teilweise fortsetzen und trug in dieser Zeit das Trikot des FC Antibes. In der Saison 1943/44 kehrte er in die erste Liga zurück – die allerdings nur inoffiziellen Status besaß –, indem er für die ÉF Montpellier-Languedoc spielte. Diese Auswahlmannschaft ersetzte die zu dieser Zeit verbotenen Vereinsmannschaften. Um 1944 kehrte er in seine Geburtsstadt zurück und entschied sich für eine Tätigkeit beim SC Toulon. Dort führte er eine Doppelfunktion als Spielertrainer aus und stand zwischen 1945 und 1947 erneut in der zweiten Liga auf dem Platz. Nach dem Abstieg folgte 1947/48 ein Jahr in der dritthöchsten Spielklasse. Daran anschließend ließ er seine Spielerlaufbahn beim Amateurklub FC Seyne-sur-Mer ausklingen.